# 김순규
김순규(金順圭, 1938년 1월 1일 ~ )는 대한민국의 교육인 및 정치인이다. 본관은 경주이다. 호는 효전(曉田)이다.

## 학력
- 월성공립국민학교 졸업
- 경주중학교 졸업
- 경주고등학교 졸업
- 경희대학교 정치외교학과 학사 졸업
- 경희대학교 대학원 정치학 석사 졸업
- 경희대학교 대학원 정치학 박사 과정 졸업

## 경력
- 경희대학교 정치학 교수
- 경남대학교 정치학 교수
- 공군대학교 교수
- 육군대학원 초빙강사
- 해군대학원 초빙강사
- 공군대학원 초빙강사
- 국방대학원 초빙강사
- 경남대학교 경영대학원장
- 1981.04 ~ 1985.04 제11대 국회의원 (경북 경주시·월성군·청도군)
- 국회 상공위원
- 국회 예결특별위원
- 국회 의정동우회 대변인
- 국회 의정동우회 정책실장
- 한국·호주 국회의원 친선협회 부회장
- 세계의원연맹(IPU) 위원
- 한·미 수교 백주년 한국대표 파견
- 한·미 경제협력위총회 한국대표 파견
- 태평양지역 경제협력위 한국대표 파견
- 한국향토발전연구원 총재
- 신한민주당(신당)창당 발기인
- 신한민주당 경북도당 경주시당 위원장

## 역대 선거 결과
|  | 22.25% |

|  | 21.20% |

|  | 26.29% |